# Sekundärsprengstoff
Sekundärsprengstoffe sind im Gegensatz zu Initialsprengstoffen, welche in erster Linie zum geplanten Herbeiführen einer Sprengung entwickelt werden, nur mittelbar zu einer außerplanmäßigen Explosion (resp. Detonation) fähig. 
In Sekundärsprengstoffen klassifizieren sich Aerosole und ähnliche Gemische. Die Wirkung der Detonationen wird in Deutschland von der Bundesanstalt für Materialforschung und -prüfung (BAM) untersucht, welche auch die Klassifizierung nach den Gefahrgutklassen vornimmt.
Die Resultate fließen in die Gefahrgutverordnung Straße und Eisenbahn bzw. Gefahrgutverordnung See ein und werden dort rechtsverbindlich geregelt.